# Uniforme (film)
Pour plus de détails, voir Fiche technique et Distribution.
Uniforme (chinois : 制服, zhì fú) est un film chinois réalisé par Diao Yi'nan, sorti en 2003. 
Le film a remporté le Dragons and Tigers Award   consacré au cinéma asiatique, lors du 22ème Festival international du film de Vancouver. Il est aussi présenté au Festival international du film de Rotterdam   en 2004 et au 8ème Festival international du film de Busan en 2003.

## Synopsis
Wang Xiaojian (Liang Hongli), un jeune homme désabusé et frêle, travaille dans la blanchisserie familiale qui se situe dans une petite ville industrielle de Shaanxi province en Chine. Son père, ancien ouvrier d'usine, est tombé malade. Les dépenses médicales sont une surcharge pour la famille. Un jour, tentant de rendre l’uniforme policier à son propriétaire, Xiaojian apprend que le policier a eu un accident de voiture et ne viendra pas le récupérer de sitôt. En rentrant, Xiaojian a essayé l’uniforme et a connu aussitôt l’avantage de le porter. Dès lors, Xiaojian a commencé à mener une double vie : celle d’un tailleur silencieux et celle illusoire d’un policier agressif qui profite autant à ses bénéfices financiers, qu’à la relation sentimentale qu’il entretient avec une employée (Zeng Shuoqiong) d’un magasin de DVD. Cependant, il finit par découvrir qu’il n’est pas la seule personne qui se déguise 
sous un uniforme.

## Fiche Technique
- Titre original : 制服, zhì fú
- Titre international   : Uniform
- Réalisation et scénario : Diao Yi'nan
- conseillers artistiques : Jia Zhangke, Yu Lik-wai
- Directeur de la photographie : Dong Jingsong
- Montage : chow Keung
- Musique : Wan zi
- Sociétés de production : Hu Tong Communications
- Pays d'origine : Chine
- Langue   : Mandarin
- Date de sortie : 30 septembre 2003

## Distribution
- Liang Hongli: Wang Xiaojian
- Zeng Shuoqiong: Zheng Shasha

## Production
Ce film est produit par Hu Tong Communications, la compagnie créée à Hong Kong par Jia Zhang Ke, Chow Keung, Li Kit Min et Yu Lik-Wai. Sous la forme de DVD, il est distribué aux États-Unis par First Run Features , en fait partie du programme de Global Film Initiative. 

### Tournage
En septembre 2002, au format numérique et pour un petit budget, le tournage s’est déroulé à Xi’an en Chine, le chef-lieu de la province de Shaanxi, la ville natale de Diao Yi'nan. C’est la première fois que Diao Yi’nan assume le rôle de réalisateur. Il travaillait auparavant avec une maison de production indépendante à Beijing, en tant que scénariste. 

## Accueil

### Critiques
- Le film est une critique voilée des relations que la police chinoise entretient avec le reste de la population, mais va encore plus loin. Comme le découvre Xiaojian, il n’est pas le seul à être coupable de mensonge et d’imposture. Dans un pays en pleine transformation, les faux-semblants sont peut-être la seule réalité. Déjà, le futur réalisateur de Black Coal, Thin Ice savait combiner de fines analyses psychologiques avec un savant dosage de suspense, dégager la poésie rugueuse des espaces industriels et mettre en abîme le poids étouffant des inégalités économiques. Il n’est pas sans intérêt de signaler que, dans les deux cas, c’est dans une blanchisserie – ce lieu iconique du labeur chinois – que le personnage principal en a tellement assez de sa pauvreté et de son manque de pouvoir qu’il (ou elle) va passer à l’action et engendrer la fiction[3]. (Bérénice Reynaud)

## Distinctions

### Récompenses
- Festival international du film de Vancouver 2003 :
  - Dragons and Tigers Award

### Nominations
- Festival international du film de Busan ：En compétition pour le New Currents Award